# Schizymenium
Schizymenium là một chi rêu trong họ Bryaceae.